# Stanisław Szyrokoradiuk

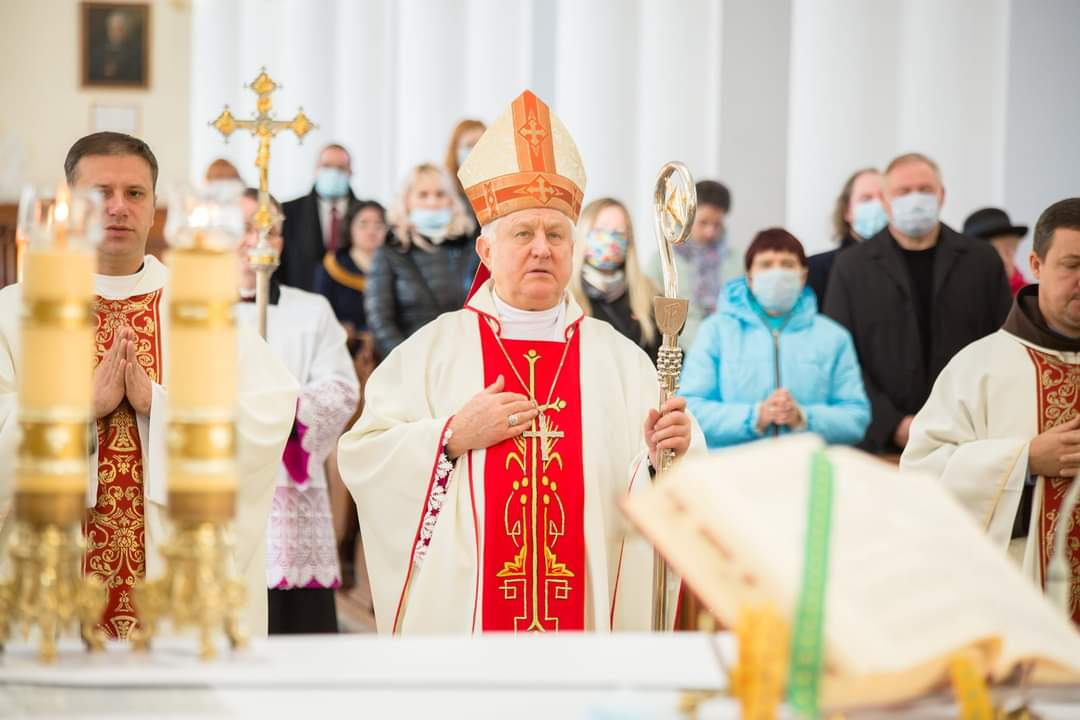

Stanisław Szyrokoradiuk OFM (ur. 23 czerwca 1956 w Kornaczówce) – ukraiński duchowny rzymskokatolicki, biskup pomocniczy kijowsko-żytomierski w latach 1995–2014, biskup diecezjalny charkowsko-zaporoski w latach 2014–2019, administrator apostolski tej diecezji i biskup koadiutor odesko-symferopolski w latach 2019–2020, biskup diecezjalny odesko-symferopolski od 2020.

## Życiorys
Święcenia kapłańskie otrzymał 4 czerwca 1984 w zakonie franciszkanów. Po święceniach pracował jako proboszcz w Połonnem.
26 listopada 1994 papież Jan Paweł II mianował go biskupem pomocniczym diecezji kijowsko-żytomierskiej ze stolicą tytularną Surista. Sakry biskupiej udzielił mu 6 stycznia 1995 sam papież. W 1996 został krajowym dyrektorem Caritasu.
24 lipca 2012 został administratorem apostolskim sede vacante et ad nutum Sanctae Sedis diecezji łuckiej.
12 kwietnia 2014 papież Franciszek mianował go biskupem diecezjalnym diecezji charkowsko-zaporoskiej. 2 lutego 2019 został mianowany biskupem koadiutorem diecezji odesko-symferopolskiej, jednocześnie pozostając administratorem apostolskim diecezji charkowsko-zaporoskiej. 14 lutego 2020, wraz z objęciem diecezji charkowsko-zaporoskiej przez jej nowego biskupa, Pawło Honczaruka, przestał pełnić funkcję administratora apostolskiego, natomiast 18 lutego 2020, po przyjęciu rezygnacji biskupa Bronisława Bernackiego, objął rządy w diecezji odesko-symferopolskiej.

## Odznaczenia
- Krzyż Oficerski Orderu Zasługi Rzeczypospolitej Polskiej (2016)[5][6].